# Andrea Gail
Pour les articles homonymes, voir Gail.
Le F/V (fishing vessel) Andrea Gail est un bateau de pêche à l'espadon de 22 mètres (72 pieds) et 93 tonnes construit en 1978 par la Eastern Marina Inc. à Panama City, en Floride. Son premier nom de baptême est Miss Penny.
Parti du port de Gloucester, Massachusetts le 20 septembre 1991, le navire et ses six hommes d'équipage (le capitaine William « Billy » Tyne, Robert « Bobby » Shatford, Alfred Pierre, Dale « Murph » Murphy, David « Sully » Sullivan et Michael « Bugsy » Moran) sont signalés comme disparus le 30 octobre par le propriétaire, Robert Brown. Après le naufrage du navire au large de l'île de Sable durant la Tempête de l'Halloween 1991, seuls sont retrouvés quelques bidons de carburant marqués des initiales du bateau (AG) ainsi que la radiobalise de localisation des sinistres (Emergency Position Indicating Radio Beacons, EPIRB) : celle-ci n'étant pas armée, elle ne s'est pas déclenchée au contact de l'eau au moment du naufrage.
La tragédie de l’Andrea Gail et de son équipage inspire au journaliste et écrivain Sebastian Junger son livre En pleine tempête (The Perfect Storm), paru en 1997 et adapté au cinéma par Wolfgang Petersen en 2000 pour le compte de Warner Brothers.

## Le dernier voyage de l’Andrea Gail

Les lieux du dernier voyage de l’Andrea Gail.

L’Andrea Gail part de Gloucester, Massachusetts, le 20 septembre 1991 pour une campagne de pêche dans les Grands Bancs, au large de Terre-Neuve, Canada.
La campagne ne s'avérant pas fructueuse, le capitaine Billy Tyne semble décidé à tenter sa chance au Bonnet flamand (Flemish Cap).
Le 26 octobre, l’Andrea Gail fait demi-tour et reprend la route vers son port de départ, Gloucester.
Au soir du 28 octobre, vers 18 h 0 Billy Tyne indique sa position par radio : 44° 00′ N, 56° 40′ O
, soit un peu plus de 300 km au nord-est de l’île de Sable. Il indique également faire face à des vents de 80 nœuds (148 km/h) et des creux de 9 à 10 mètres. Ses dernières paroles évoquent la tempête : « She's comin' on boys, and she's comin' on strong! » (« Elle arrive les gars, et elle arrive forte ! »). Il s'agit là de sa dernière communication.
Le 30 octobre, le propriétaire de l’Andrea Gail et de l’Hannah Boden, Robert Brown, signale la disparition du navire et de son équipage. Des recherches, menées conjointement par les garde-côtes américains et canadiens, ainsi que de la New York Air National Guard, sont entreprises, sans succès. La zone couverte représente 400 000 km2.
Le 8 novembre, la radiobalise de localisation des sinistres (EPIRB) de l’Andrea Gail est retrouvée sur la côte de l’île de Sable. Les garde-côtes qui l'ont retrouvée indiquent que celle-ci n'était pas armée et qu'elle ne s'est donc pas déclenchée au contact de l'eau de mer. Les recherches sont alors arrêtées définitivement, tout espoir de retrouver le navire ou des survivants étant vain.